# Ring of Honor
Ring of Honor (ROH) – amerykańska federacja wrestlingu założona w 2002 roku przez Roba Feinsteina. W latach 2004–2011 właścicielem federacji był Cary Silkin, a od 2011 do 2022 roku firma Sinclair Broadcast Group. W marcu 2022 roku, ROH zostało sprezedane założycielowi, współwłaścicielowi, prezesowi i CEO All Elite Wrestling (AEW) Tony’emu Khanowi.
Galą cotygodniową ROH jest Ring of Honor Wrestling, która jest emitowana od 21 marca 2009 roku (z przerwą od 4 kwietnia do 24 października 2011 roku).
Charakterystyczną cechą Ring of Honor jest Kodeks Honoru, czyli zasady, którymi powinni kierować się zawodnicy. W latach 2002–2004 obowiązywało 5 zasad: konieczność uściśnięcia dłoni rywala przed i po walce, zakaz interwencji z zewnątrz, zakaz nieczystych zagrań, zakaz atakowania pracowników federacji oraz zakaz doprowadzania do dyskwalifikacji. Jeśli zawodnik złamał wszystkie zasady, to był zmuszony opuścić federację. W 2004 roku kodeks honoru został zniesiony, jednak przez sprzeciw kibiców i zawodników kodeks wrócił w zmienionej formie (zawierał tylko 3 wskazówki: uściśnij dłoń rywala, jeśli go szanujesz; utrzymuj dobry poziom walk i szanuj pracowników federacji).

## Specjalne gale

### Organizowane obecnie
- Death Before Dishonor (2003–2019, 2021–obecnie)
- Final Battle (2002–obecnie)
- Supercard of Honor (2006–2011, 2013–2019, 2022–obecnie)
- Wrestle Dynasty (2025)

### Organizowane dawniej
- All Star Extravaganza (2002–2016)
- Anniversary Show (2003–2021)
- Best in the World (2006, 2011–2019, 2021)
- The Big Bang! (2010)
- Boiling Point (2012)
- Border/Global Wars (2012–2019)
- Bound By Honor (2019)
- Caged Collision (2009)
- Driven (2007–2008)
- Field of Honor (2014–2016)
- Gateway to Honor (2011, 2020)
- Glory By Honor (2002–2016, 2018–2021)
- Honor for All (2021)
- Honor Rising: Japan (2016–2019)
- Honor Takes Center Stage (2011)
- Man Up (2007)
- New Horizons (2008)
- Respect is Earned (2007–2008)
- Rising Above (2007–2008)
- Showdown in the Sun (2012)
- Summer Supercard (2019)
- Survival of the Fittest (2004–2007, 2009–2012, 2014–2018, 2021)
- Take No Prisoners (2008–2009)
- Undeniable (2007)

## Mistrzostwa

### Obecni mistrzowie
| Mistrzostwo                               | Obecny mistrz(owie) | Obecny mistrz(owie)                                                    | Panowanie | Data zdobycia         | Dni | Dodatkowe informacje |
| ----------------------------------------- | ------------------- | ---------------------------------------------------------------------- | --------- | --------------------- | --- | --- |
| ROH World Championship                    |                     | Bandido                                                                | 2         | 6 kwietnia 2025(dts)  | 12  | Pokonał poprzedniego mistrza Chrisa Jericho w Title vs. Mask matchu na Dynasty.                                                              |
| ROH World Television Championship         |                     | Nick Wayne                                                             | 1         | 17 kwietnia 2025(dts) | 1   | Pokonał poprzedniego mistrza Komandera na AEW Collision: Spring BreakThru.                                                                   |
| ROH Pure Championship                     |                     | Lee Moriarty                                                           | 1         | 26 lipca 2024(dts)    | 266 | Pokonał poprzedniego mistrza Wheelera Yutę na Death Before Dishonor.                                                                         |
| ROH World Tag Team Championship           |                     | The Sons of Texas Dustin Rhodes i Sammy Guevara                        | 1         | 17 sierpnia 2024(dts) | 244 | Pokonali poprzednich mistrzów The Undisputed Kingdom (Matta Tavena i Mike’a Bennetta) na AEW Collision.                                      |
| ROH World Six-Man Tag Team Championship   |                     | The Sons of Texas (Dustin Rhodes, Marshall Von Erich i Ross Von Erich) | 1         | 27 lipca 2024(dts)    | 265 | Pokonali The Undisputed Kingdom (Rodericka Stronga, Matta Tavena i Mike’a Bennetta) w walce o zwakowany tytuł na AEW Battle of the Belts XI. |
| ROH Women’s World Championship            |                     | Athena                                                                 | 1         | 10 grudnia 2022(dts)  | 860 | Pokonała poprzednią mistrzynię Mercedes Martinez na Final Battle.                                                                            |
| ROH Women’s World Television Championship |                     | Red Velvet                                                             | 1         | 26 lipca 2024(dts)    | 266 | Pokonała poprzednią mistrzynię Billie Starkz na Death Before Dishonor.                                                                       |
| ROH Women’s Pure Championship             | TBD                 | TBD                                                                    | TBD       | TBD                   | TBD | TBD |

### Dawne pasy ROH
- Women of Honor World Championship (2017–2020)
- ROH Top of the Class Trophy Championship (2005–2008)

W latach 2007–2008 pas NWA World Heavyweight Championship był broniony w Ring of Honor.